# François Abraha
Pour les articles homonymes, voir Abraha (homonymie).
François Abraha, né le 2 avril 1918 à Asmara (Érythrée) et mort le 26 mars 2000 dans la même ville, est un prélat de l'Église catholique éthiopienne.

## Biographie
François Abraha est né le 2 avril 1918  à Asmara, la capitale de l'Érythrée, alors colonie italienne aujourd'hui État indépendant. Son père, originaire du Kordofan (dans l'actuel Soudan), et sa mère, éthiopienne, mariés à Keren, meurent peu après sa naissance. Recueilli par des religieuses catholiques (sœurs de Saint-Anne), il termine ses études à Rome au sein de l'Université pontificale urbanienne.
Il est ordonné prêtre, le 12 mars 1942, à Asmara. Il enseigne ensuite au séminaire d'Addis-Abeba où il apprend l'amharique. De 1949 à 1951, il fonde un «service éthiopien» à la radio du Vatican.
Il est nommé éparque d'Asmara, le 9 avril 1961, et reçoit la consécration épiscopale de Mgr Asrate Mariam Yemmeru, archéparque d'Addis-Abeba, le 8 octobre 1961.
Il participe, en qualité de père conciliaire aux quatre sessions du IIe concile œcuménique du Vatican, tenues, à Rome, de 1962 à 1965. Il est membre fondateur de l'AMECEA (East African Countries Bishops Conference) et du SECAM (Symposium of Episcopal Conferences in Africa and Madagascar).
Il démissionne de son ministère, le 17 juillet 1984, et reçoit le titre d'Éparque émérite d'Asmara qui sera le sien jusqu'à sa mort, le 26 mars 2000.